# Chen Li-ju
Chen Li-ju (24 de abril de 1982) é uma arqueira taiwanesa, medalhista olímpica.

## Carreira
Chen Li-ju representou seu país nos Jogos Olímpicos em 2004, ganhando a medalha de bronze por equipes em 2004. 